# Ledigenheim Hamburg
Das Ledigenheim Hamburg, dort eher unter der Bezeichnung Ledigenheim Rehhoffstraße bekannt, ist neben dem Ledigenheim München das zweite Ledigenheim in Deutschland, das noch als solches geführt wird. Es wurde im Jahr 1913 eröffnet und dient bis heute alleinstehenden Männern als Unterkunft, in den ersten Jahrzehnten waren das hauptsächlich Hafenarbeiter und Seeleute. Seit 2013 steht das Gebäude unter Denkmalschutz.

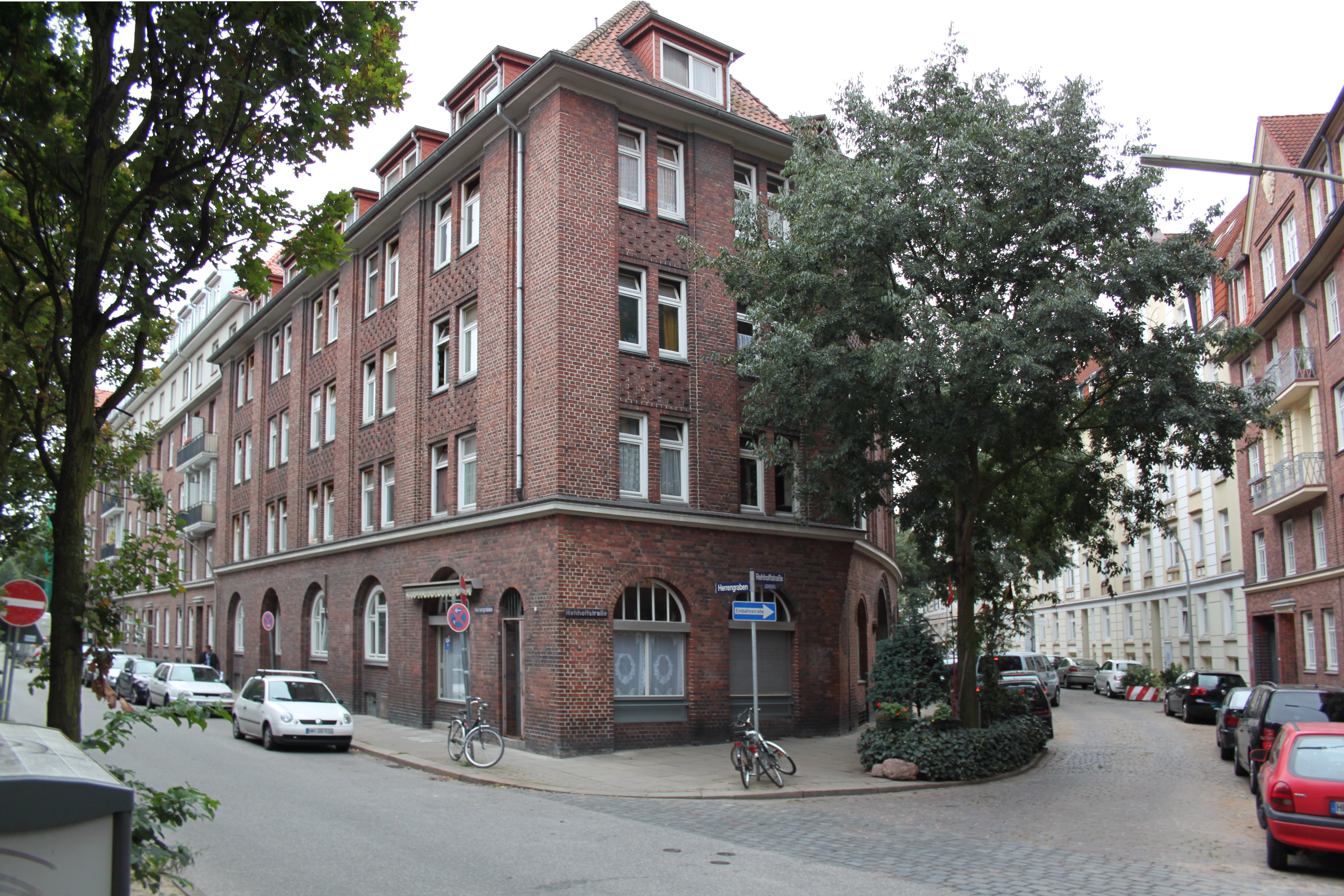
Hamburger Ledigenheim, 2011

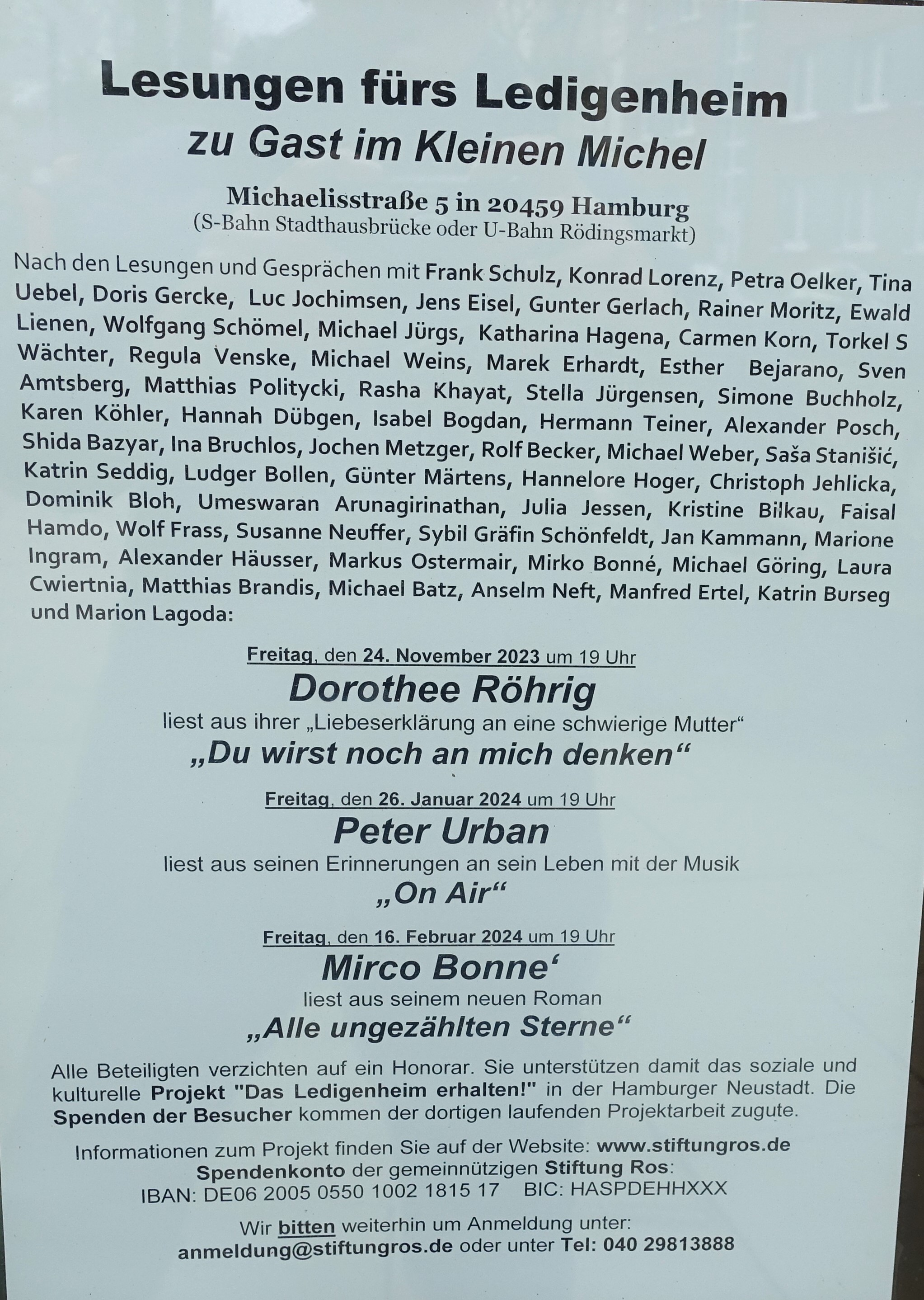
Lesungen für das Ledigenheim – öffentlicher Aushang

## Lage und Umgebung
Das Gebäude befindet sich im Zentrum Hamburgs, in der südlichen Neustadt, in unmittelbarer Nachbarschaft zu Hamburgs Wahrzeichen, der Hauptkirche Sankt Michaelis. Das Ledigenheim ist Teil eines dreieckigen Gebäudekomplexes, welcher von den Straßen Rehhoffstraße, Herrengraben und Pasmannstraße umfasst wird. An der Ecke Rehhoffstraße / Herrengraben bildet das Ledigenheim mit seinem ebenfalls dreieckigen Grundriss die nordöstliche Spitze des Gesamtgebäudes.

## Architektur
Die Architekten Heinrich Wilhelm Behrens und Ernst Vicenz entwarfen für das oben beschriebene Grundstück einen Gebäudekomplex, der neben 15 fünfgeschossigen Etagenhäusern (170 Wohnungen) auch ein Ledigenheim beinhaltete. Die nördliche Fassade des Gesamtgebäudes wurde im Sinne einer Hamburger Burg teilweise eingerückt. Das Ledigenheim wurde durch einen Versatz in der Fassade vom restlichen Gesamtgebäude architektonisch abgesetzt. Zudem hat es ebenfalls einen dreieckigen Grundriss und im Vergleich zum übrigen Gebäude findet sich in der Fassade ein Mauerrelief sowie rundbögige Tür- und Fensterrahmen im Erdgeschoss.
Die innere Aufteilung des Ledigenheims in den vier Wohnetagen des Hauses ist bis heute nahezu unverändert erhalten. Dort befanden sich ursprünglich 112, heute 120 kleine möblierte Wohnräume mit je 8 m² Grundfläche. Die Besonderheit des Hauses war die Kombination funktionaler Einzelzimmern mit großzügigen Gemeinschaftsräumen und sozialen Einrichtungen und Diensten. Die Flure sind mittig angeordnet und scheiden die gegenüberliegenden Zimmer voneinander. Küchen und Waschräume werden auf den Etagen gemeinschaftlich genutzt. Die Nutzung und räumliche Aufteilung des Erdgeschosses ist nicht mehr in ihrem ursprünglichen Zustand erhalten. Zur Zeit der Errichtung befanden sich dort folgende Räume: ein Speise- und Lesesaal, eine Pförtnerloge, eine Wächterwohnung und ein Einkaufsladen. Die Pförtnerloge findet sich noch an ihrem ursprünglichen Ort vor dem Treppenaufgang. Die Wächterwohnung sowie der Einkaufsladen wurden in separate Wohnungen umgewandelt. Der Zugang vom Treppenhaus in den Speise- und Lesesaal wurde zugemauert. Die abgetrennten Räumlichkeiten werden heute als separate Gewerbeflächen vermietet. Sie sind durch einen neu geschaffenen Zugang von der Rehhoffstraße aus zugänglich.
Der Innenraum des Ledigenheims wurde mit hochwertigen Materialien ausgestattet. Heute noch vorhanden ist der Terrazzoboden und das Treppenhaus mit seinem dekorativen Geländer aus Schmiedeeisen mit Holzhandlauf sowie den Sprossenfenstern mit kleinen, bunten Glasscheiben. Die Einzelzimmer waren ursprünglich mit einer funktionalen Standardeinrichtung ausgestattet: Ein Metallbett, ein Schrank, ein Stuhl und ein Tisch. Zudem gab es auf jeder Kammer elektrischen Strom und ein Waschbecken mit fließendem Wasser. Der großzügige Speise- und Lesesaal im Erdgeschoss hatte eine Raumhöhe von 3,5 Meter und war dekorativ mit Holz verkleidet. Ein im Nachbarhaus gelegenes Badehaus stand den Bewohnern zur gemeinschaftlichen Nutzung zur Verfügung. Es ist heute nicht mehr vorhanden.

## Entstehungsgeschichte
Die Entstehung des Ledigenheims ist nur vor dem Hintergrund der Stadt- und Sozialgeschichte Hamburgs zu verstehen. Nach der Choleraepidemie von 1892 mit mehr als 8600 Todesopfern und dem großen Hamburger Hafenarbeiterstreik 1896/97 legte die Stadt 1897/1898 drei Sanierungsgebiete fest. Die tief liegende südliche Neustadt galt wegen der möglichen Überschwemmungsgefahr und des dabei drohenden Rückstaus der Sielgewässer in die Erdgeschosse und Keller der Wohngebäude als besonders seuchengefährdet. Die eng stehenden und verschachtelten Fachwerkgebäude wurden daher vor dem Ersten Weltkrieg abgerissen. Zudem bestand damals – insbesondere in Hafennähe – ein Mangel an preiswertem Wohnraum für Arbeiter und deren Familien, in erster Linie für die Hafenarbeiter und Seeleute, weshalb dort das Schlafgängerwesen weit verbreitet war. Mit dem Bau des Ledigenheims wollte der Bauverein zu Hamburg diesen Missständen entgegenwirken.

## Geschichte des Gebäudes
Der Bau des gesamten Gebäudekomplexes wurde durch den Bau- und Sparverein zu Hamburg in Auftrag gegeben. Dieser wurde 1892 von Senator Dr. Heinrich Traun als Genossenschaft gegründet, um die Ziele des Reformwohnungsbaus umzusetzen. Im Jahr 1903 wurde sie in eine Aktiengesellschaft umgewandelt. Der „Bauverein zu Hamburg“ beauftragte 1912 die Architekten Heinrich Wilhelm Behrens und Ernst Vicenz im damaligen Sanierungsgebiet der südlichen Neustadt eine Wohnanlage mit kleinen Wohneinheiten für Alleinstehende und Familien zu errichten. Eines der 16 Häuser „dient zum Ledigenheim, in dem unverheiratete Arbeiter Schlafstelle und Verpflegung, Aufenthalts- und Unterhaltungsräume finden.“
Nach mündlicher Überlieferung wohnten während der Weimarer Republik auch Polizeikadetten und Feuerwehrmänner der jeweils umliegenden Wachen im Haus. In der Zeit des Nationalsozialismus soll das Ledigenheim von der Gestapo genutzt worden sein, die ihr Hauptquartier an der nahegelegenen Stadthausbrücke hatte. Durch Bombenangriffe im Juli und August 1943 wurde das Ledigenheim bei der Operation Gomorrha beschädigt, das Dach wurde zerstört. Es wurde anschließend nicht wieder als Mansarddach rekonstruiert, sondern schlichter als Staffelgeschoss neu errichtet.
Nach Ende des Krieges und der Instandsetzung des Ledigenheims wurden die Zimmer an Menschen aller Berufsgruppen und Bevölkerungsschichten vermietet. In der Regel wohnten hier weiterhin Seeleute und Hafenarbeiter, aber auch Polizeibeamte der Wachen 12 und 13 in der Martin-Luther-Straße, Zollbeamte vom Baumwall und St. Pauli-Elbtunnel, Mitarbeiter der Stadtreinigung und Feuerwehrmänner aus der Admiralitätstraße. Die Nähe zum Hafen, die günstigen Mieten und die gewachsene Hausgemeinschaft machten das Haus im Stadtteil sehr beliebt. Als Serviceleistungen gab es einen regelmäßigen Wäschedienst, angestelltes Putzpersonal, einen Pförtner und einen Kiosk im selben Haus. Den ursprünglichen Speisesaal bewirtschaftete ein Gastwirt, der die frühere Wächterwohnung bewohnte. Im Unterschied zu den umliegenden Heimen und Missionen konnten die Zimmer dauerhaft gemietet werden. Zudem wurden die Mieter nicht nach Beruf, Nationalität oder Konfessionszugehörigkeit ausgewählt. Insofern war das Ledigenheim in der Rehhoffstraße „das erste im strengen Sinne offene Ledigenheim“ in Hamburg.

## Entwicklungen im 21. Jahrhundert
Deutliche Probleme für das weitere Bestehen und Funktionieren des Hamburger Ledigenheims entwickelten sich erst in den letzten Jahrzehnten. Der gesamte Gebäudekomplex wurde mehrfach verkauft. Notwendige Renovierungs- und Sanierungsarbeiten wurden nicht mehr vorgenommen. Zudem wurden die Gemeinschaftsräume vom Wohntrakt abgetrennt und gewerblich vermietet. Ursprünglich zum Hauskonzept gehörende Dienstleistungen (s. o.) wurden mit der Zeit abgeschafft. Dies führte zu einer allgemeinen Verschlechterung der Wohnbedingungen. Seit 2010 engagiert sich die Initiative Rehhoffstraße, bestehend aus dem ortsansässigen Verein Ros e. V., einzelnen Bewohnern des Ledigenheims und Unterstützern aus Stadtteil und Bezirk für den langfristigen Erhalt und die Sanierung des Ledigenheims. Seit 2017 ist die Stiftung Ros Eigentümerin und Betreiberin des Ledigenheims als Unterkunft für alleinstehende bedürftige Männer. Seit 2014 veranstaltet die Stiftung regelmäßig Lesungen mit Autorinnen und Autoren, die durch Verzicht auf ein Honorar den Erhalt des Ledigenheimes unterstützen. Für die umfangreiche Sanierung des Denkmals wurden von der Stadt Hamburg, dem Bund und privaten Stiftungen Mittel zur Verfügung gestellt.